# Robert Guthrie
Robert Guthrie (* 28. Juni 1916 in Marionville, Missouri; † 24. Juni 1995 in Seattle, Washington) war ein US-amerikanischer Mikrobiologe.

## Leben
Robert Guthrie wurde in Marionville Missouri geboren, wuchs in Minnesota auf und wurde dort 1942 Arzt. 1946 wurde er in Bakteriologie an der University of Minnesota promoviert. In den ersten zwölf Jahren seiner Karriere widmete er sich der Krebsforschung. 1947 wurde sein zweiter Sohn mit einer geistigen Behinderung geboren, 1958 wurde bei seiner Nichte ebenfalls eine Phenylketonurie diagnostiziert, so dass er fortan seine Forschungen auf das frühzeitige Erkennen dieser Krankheit und der Verhinderung ihrer Schäden richtete. Guthrie starb am 23. Juni 1995 im Alter von 78 Jahren. Er war 53 Jahre mit seiner Frau verheiratet, das Paar hatte sechs Kinder.

## Werk
Der Name Guthries ist untrennbar mit der Entwicklung des ersten Massenscreenings für Neugeborene verbunden. Durch die geistige Behinderung seines zweiten Kindes zum Engagement in einer staatlichen Behindertenorganisation veranlasst, lernte Guthrie die Schwierigkeiten in der Behandlung der Phenylketonurie, einer angeborenen Stoffwechselerkrankung mit Unfähigkeit des Organismus, die Aminosäure Phenylalanin abzubauen, kennen. Zuvor hatte er bei seiner Krebsforschung viel Erfahrung mit bakteriellen Hemmtests gesammelt. Auf dieser Grundlage entwickelte er in den sechziger Jahren des 20. Jahrhunderts einen Test, bei dem Bakterien, die auf Phenylalanin angewiesen sind, durch ihr Wachstum die Anwesenheit dieser Aminosäure in einer Blutprobe anzeigen, den sogenannten Guthrie-Test.
Außerdem ermöglicht er die denkbar einfache Durchführung, indem er den Test für die Durchführung aus auf Filterpapier getrockneten Blutproben (Trockenblut) standardisierte. Rechtzeitig erkannt kann die Erkrankung durch eine entsprechende Diät, die schon 1953 vom deutschen Arzt Horst Bickel entwickelt worden war, behandelt und dadurch die Entwicklung einer geistigen Behinderung verhindert werden.